# Cmentarz żydowski w Łagowie
Cmentarz żydowski – kirkut znajdujący się w Łagowie poza zwartą zabudową, na północ od drogi do Kielc przy drodze gruntowej prowadzącej do Zarębów - przysiółka wsi Złota Woda. Na powierzchni około 0,5 ha dawny kirkut obsadzony jest rzadkim topolowym zagajnikiem otoczonym przez pola uprawne. Brak nagrobków lub innych śladów świadczących o istnieniu w tym miejscu cmentarza.
Kirkut założono w 1867. W przededniu drugiej wojny światowej zajmował obszar około 10,5 ha. Ostatni znany pochówek odbył się w 1942. Cmentarz uległ dewastacji podczas II wojny światowej. Po wojnie okoliczna ludność wykorzystywała ocalałe macewy w celach budowlanych. Obiekt zamknięto dla celów grzebalnych w 1964.